# Pénteki gyermek
A Pénteki gyermek (eredeti cím: Age Out, korábbi címén: Friday's Child) 2018-ban bemutatott amerikai bűnügyi filmdráma, amelyet A. J. Edwards írt és rendezett. Gus Van Sant vezető producerként működött közre. A főbb szerepekben Tye Sheridan és Imogen Poots látható.
A film világpremiere a South by Southwest Filmfesztiválon volt 2018. március 11-én. Az Amerikai Egyesült Államokban 2019. november 22-én mutatták be a mozikban.

## Cselekmény
Amikor Richie 18 évesen elhagyja nevelőszüleit, az utcán köt ki, és piti bűnözővé válik. Egy sikertelen rabláshoz kapcsolódóan végül ő lesz a nyomozás során az első számú gyanúsított: a vád gyilkosság. Richie végül kénytelen a rendőrség elől menekülni.

## Szereplők
| Szerep          | Színész            | Magyar hang       |
| --------------- | ------------------ | ----------------- |
| Richie          | Tye Sheridan       | Baráth István     |
| Joan            | Imogen Poots       | Sipos Eszter Anna |
| Swim            | Caleb Landry Jones | Gacsal Ádám       |
| Portnoy nyomozó | Jeffrey Wright     | Törköly Levente   |
| Ms. LaField     | Brett Butler       | Téglás Judit      |

### Magyar változat
- Magyar szöveg: Fülöp Áron
- Hangmérnök: Halas Péter
- Vágó: Győrösi Gabriella
- Gyártásvezető: Vigvári Ágnes
- Szinkronrendező: Szalay Csongor
- Produkciós vezető: Jávor Barbara

A szinkront a Direct Dub Studios készítette el.

## Bemutató
A filmzenét Colin Stetson és Weyes Blood szerezte.
A film első kedvcsináló előzetesét 2018. június elején mutatták be. Világpremierjét 2018. március 11-én tartották a South by Southwest Filmfesztivál részeként. 2018 novemberében a Thessaloniki Nemzetközi Filmfesztiválon is vetítették a szabadtéri programként.

## Fogadtatás
A Rotten Tomatoes weboldalon 0%-os értékelést kapott 4 kritika alapján. A film a Metacritic oldalán 100-ból 63 pontot ért el, ami „általánosságban kedvező kritikát” eredményezett.
A The Hollywood Reporternek John de Fore azt nyilatkozta, hogy „A Pénteki gyermek túl van az árnyékon, amit ezek a színészek rávetítenek; a maga nemében határozott film, és bármilyen hibái is vannak, sokkal látványosabb bemutatót érdemelt volna, mint amilyet kapott.”